# Kazimierz Zapalski
Kazimierz Paulin Zapalski vel Deisenberg (ur. 20 czerwca 1878, zm. po 1933) – podpułkownik piechoty Wojska Polskiego.

## Życiorys
Na stopień kadeta-zastępcy oficera został mianowany ze starszeństwem z 1 września 1899 i wcielony do Galicyjskiego Pułku Piechoty Nr 58 w Przemyślu.
27 grudnia 1918 został przyjęty z dniem 1 listopada tego roku do Wojska Polskiego z byłej armii austro-węgierskiej, z zatwierdzeniem posiadanego stopnia majora, i przydzielony do Okręgu Generalnego Kraków. Podczas wojny polsko-bolszewickiej, od 12 lipca do 17 października 1920 był przewodniczącym Powiatowego Komitetu Obrony Państwa w Rzeszowie. 1 czerwca 1921 pełnił służbę w Powiatowej Komendzie Uzupełnień 39 pp w Jarosławiu, a jego oddziałem macierzystym był 39 Pułk Piechoty Strzelców Lwowskich. 3 maja 1922 został zweryfikowany w stopniu majora ze starszeństwem z 1 czerwca 1919 i 12. lokatą w korpusie oficerów piechoty. Później został przydzielony do Powiatowej Komendy Uzupełnień Rawa Ruska na stanowisko komendanta. 31 marca 1924 został mianowany podpułkownikiem ze starszeństwem z 1 lipca 1923 i 10. lokatą w korpusie oficerów piechoty. W lutym 1926 został przydzielony do macierzystego 39 pp z pozostawieniem w dyspozycji dowódcy Okręgu Korpusu Nr VI w Rawie Ruskiej.
Po przeniesieniu w stan spoczynku mieszkał w Rawie Ruskiej. W 1934, jako oficer stanu spoczynku pozostawał w ewidencji PKU Rawa Ruska. Posiadał przydział do Oficerskiej Kadry Okręgowej Nr VI. Był wówczas „w dyspozycji dowódcy Okręgu Korpusu Nr VI”.

## Ordery i odznaczenia
W czasie służby w c. i k. Armii otrzymał:
- Krzyż Zasługi Wojskowej 3 klasy z dekoracją wojenną i mieczami[14],
- Brązowy Medal Zasługi Wojskowej z mieczami na wstążce Krzyża Zasługi Wojskowej[14],
- Krzyż Jubileuszowy Wojskowy[15],
- Krzyż Pamiątkowy Mobilizacji 1912–1913[15].